# Den danske landsbyskole
Den danske landsbyskole er en dansk dokumentarfilm fra 1950, der er instrueret af Tage Larsen efter manuskript af Christoffer Hansen.

## Handling
Filmen blev optaget i 1950 og viser datidens skolesituation gennem billeder af små landsbyskoler, hvor børnene mange steder kun gik i skole hver anden dag. Filmen kommer også ind på de større skoler, der var ved at afløse dem. Efter folkeskoleloven af 18. maj 1937 stod landsbyskolerne midt i en modernisering. Den lokale diskussion drejede sig om pædagogik, penge og politik.